# (25209) 1998 SO146
A (25209) 1998 SO146 a Naprendszer kisbolygóövében található aszteroida. Eric Walter Elst fedezte fel 1998. szeptember 20-án.